# 土曜天国SUPER
『土曜天国SUPER』（どようてんごくスーパー）は、CBCラジオで2000年10月7日から2008年3月29日まで放送された午後のワイド番組。毎週土曜13:00～16:30放送。

## 概要
前身は、同局のラジオ番組『easyM』で月曜の1コーナーとして放送されていた『レッツゴー歌謡曲』。放送開始当初は30代をターゲットにした懐メロ番組として放送されていたが、やがて番組パーソナリティの平野裕加里とボビー宇野が繰り広げる名古屋弁丸出しのトークに比重を置いた番組に変わって行った。パーソナリティ2名が担当する番組の公式ブログがあり、こちらも毎週土曜に更新されていた。
放送当時は週末版『つボイノリオの聞けば聞くほど』とも呼ばれ、CBCラジオにおける看板番組の1つであった。
2008年3月29日の放送で終了。後継番組は『土曜天国 ぴかラジ』（2008年4月5日～2012年3月24日）。なお、『土曜天国 ぴかラジ』の終了後、2012年4月7日に同じ枠で放送開始の『ザ・土曜天国』では平野が再びこの時間帯のパーソナリティーに復帰している。共演者はCBCアナウンサーの永岡歩で、2014年3月29日から同局アナウンサーの沢朋宏に交代した。

## 出演者
- 平野裕加里 - 2003年10月から2004年3月までは福田知鶴が代理で担当。
- ボビー宇野 - 2016年3月26日に ザ・土曜天国に出演。実に8年ぶりの出演となった。2016年8月6日の放送では、沢朋宏アナがお休みため代理で出演

## 放送時間
デーゲーム放送時は不規則に放送時間が短縮、または放送自体が休止となる。

### タイムテーブル
表示時刻はおおよその目安。　　※タイムテーブルは一部異なる。
- 13:00 - オープニング
- 13:20 - 今週のスポットライト
  - 毎週、1名のアーティストをテーマに掲げ、そのアーティストの代表曲を何曲か紹介するコーナー。
- 13:40 - CBC交通情報
- 13:43 - プライムショッピング
- 13:50 - みんなDEなぞなぞ
  - 毎週、なぞなぞを1問出題し、リスナーにその答えを当ててもらうコーナー。
- 14:00 - ゲストコーナー（ゲスト来訪時のみ）
- 14:15 - 土曜漫画喫茶
  - 平野とボビーが懐かしいアニメをネタとして三文芝居を送るコーナー。脚本はボビーの書き下ろし。
- 14:50 - ハイウェイだより（交通情報）
- 14:55 - 天気予報
- 15:00 - 茶の間の新聞
- 15:05 - 昭和歌謡大全集
  - リクエストのあった昭和の歌謡曲を放送するコーナー。
- 15:25 - このあとなあになんでしょね
  - リスナーと電話を繋いでのイントロクイズコーナー。リスナーは出題されるクイズに対し、リアルタイムで回答を行う。
- 15:30 - ドラマ大会
  - パーソナリティ2名が、現在プライベートで視聴中のテレビドラマについてトークを繰り広げるコーナー。中京圏の他局が放送している番組であっても構わず批評する。
- 15:40 - 土曜競馬実況中継
  - 『みんなの競馬』の土曜版的存在のコーナー。
- 15:50 - CBC交通情報
- 16:00 - 土天スーパーマーケット
  - 通販コーナー。
- 16:25 - エンディング

### 放送時間の変更を受けた場合のタイムテーブル
表示時刻はおおよその目安。※タイムテーブルは一部異なる。

#### 13:00～14:57放送時
- 14:45 - ハイウェイだより
- 14:48 - 天気予報
- 14:53 - エンディング

#### 13:00～16:00放送時
- 15:57 - エンディング
- 16:00 - ジャパネットたかたラジオショッピング